# Эгбаль Аштиани, Аббас
Аббас Эгбаль Аштиани (перс. عباس اقبال آشتیانی‎; 1897, Аштиан — 11 февраля 1956, Рим) — иранский историк, литературовед, переводчик, прозаик. филолог.
Учился в Дар ул-Фунун. В 1926 году окончил Сорбонну. Совместно с М. Казвини основал литературно-исторический журнал «Йадгар» («Память»).
Автор трудов по истории Ирана в средние века и новое время. Издатель многих средневековых источников и мемуаров европейских путешественников в Иран.